# Любовь как любовь
«Любовь как любовь» — российский мелодраматический телесериал 2006 года производства компании Amedia, переснятый по мотивам польской теленовеллы «M jak miłość». Основан на сценарии польского драматурга Илоны Лепковской.

## Сюжет
Телеериал рассказывает о повседневной жизни семьи Лобовых. У Платона и Татьяны Лобовых четверо детей.
Старшая дочь, Люба, работает медсестрой. У неё двое сыновей-близнецов и муж, мелкий предприниматель, Григорий Жилкин. Её близнецов зовут Пётр и Павел.
Средняя дочь Лобовых, Лариса, судья районного суда, считается одним из лучших специалистов по уголовному праву. Лариса одна воспитывает восьмилетнего сына Глеба. У Ларисы завязываются отношения с Олегом Менделеевым, адвокатом общей практики, который к тому же очень подружился с Глебом.
Единственный сын Лобовых, Леонид, вырос непутёвым, не захотел учиться. Имеет жену Настю и сына Льва.
Младшая дочь Лобовых, Лика, поехала в Москву, чтобы учиться в институте. Случайное знакомство с Михаилом Прорвой, сыном Вадима Прорвы, уехавшим в Канаду 40 лет назад и решившим вернуться в Россию вместе с сыном, чтобы наладить собственный бизнес, очень многое меняет в её жизни и жизни семьи Лобовых.

## В ролях
| Актёр                         | Роль                                                           |
| ----------------------------- | -------------------------------------------------------------- |
| Лариса Лужина                 | Татьяна Лобова (2006, 2007)                                    |
| Сергей Никоненко              | Платон Лобов (2006, 2007)                                      |
| Ирина Сенотова                | Любовь Жилкина (2006, 2007)                                    |
| Артём Панчик                  | Павел Жилкин (2006, 2007)                                      |
| Владимир Панчик               | Пётр Жилкин (2006, 2007)                                       |
| Александр Шаврин              | Григорий Жилкин (2006, 2007)                                   |
| Борис Щербаков                | Вадим Прорва (2006)                                            |
| Наталья Васильева (Филиппова) | Лариса Лобова (2006, 2007)                                     |
| Иван Жидков                   | муж Насти, любовник Ирины Тоцкой (2006, 2007) Лёня Лобов       |
| Константин Конушкин           | отец Глеба, муж Ларисы (2006, 2007) Герман Конев               |
| Артём Осипов                  | муж Ларисы (2006, 2007) Олег Менделеев                         |
| Анастасия Савосина            | жена Лёни (2006, 2007) Настя                                   |
| Мария Буравлёва               | Лика Лобова (2006, 2007)                                       |
| Саша Коручеков                | Глеб (2006, 2007)                                              |
| Константин Крюков             | Михаил Прорва (2006)                                           |
| Наталья Лукеичева             | любовница Лёни, жена Василия Ерошина (2006, 2007) Ирина Тоцкая |
| Виталий Емашов                | Штефан (2006)                                                  |
| Сергей Пиоро                  | Жан Карамазофф (2007)                                          |